# Теребени (Тверская область)
Теребени — деревня в Борковском сельском поселении Бежецкого района Тверской области России.

## География
Расположена севернее деревни Зобищи, севернее расположен большой водоём, образованный рекой Уйвешь.

## Население
| 2008 | 2010 |
| ---- | ---- |
| 0    | →0   |